# Anatolij Vlasičev
Anatolij Vlasičev (in russo Анатолий Власичев?; 14 giugno 1988) è un ex calciatore kirghiso, di ruolo centrocampista.

## Carriera

### Nazionale
Tra il 2011 ed il 2014 ha giocato 13 partite in nazionale.

## Palmarès

### Club

#### Competizioni nazionali
- Campionato kirghiso: 2

Dordoi Biškek: 2011
Alaj Oš: 2015
- Dhivehi Premier League: 1

TC Sports: 2018